# خودکشی جوانان
آمار خودکشی در میان جوانان که عموماً نیز زیر ۲۰ سال طبقه‌بندی می‌شوند، چه در جهان غرب و چه در دیگر کشورها بالاست. این آمار از ۱۹۶۰ تا ۱۹۸۰ سه برابر پیش از آن شده‌است. به‌طور مثال در استرالیا پس از تصادف رانندگی دومین عامل مرگ‌ومیر جوانان سنین ۱۵ تا ۲۵ سال است. و بر پایه آمار مؤسسه ملی سلامت روان خودکشی نوجوانان در ایالات متحده آمریکا سومین کارای مرگ‌ومیر به حساب می‌آید. از ۱۹۸۰ تا ۱۹۹۴ نرخ خودکشی پسران سیاه‌پوست دوبرابر شده‌است. سرخ‌پوستان ایالات متحده آمریکا و ساکنان اصلی آلاسکا بیش از دیگر اقلیت‌های آمریکا اقدام به خودکشی می‌کنند. در کشور هند یک سوم خودکشی‌ها را جوانان ۱۵ تا ۲۹ سال مرتکب می‌شوند. در سال ۲۰۰۲، ۱۵۴٬۰۰۰ خودکشی در هند ثبت شد.

## واگیر خودکشی
طبق پژوهش‌های کمیسیون کودکان و جوانان چایلد گاردین در سال ۲۰۰۷، ۳۹٪ خودکشی‌های موفق صورت گرفته توسط جوانانی بوده که عزیزشان یا دیگری مهمشان قبلاً خودکشی کرده بوده‌است. کمیسیون این رفتار را خودکشی تقلیدی می‌نامد و بر محافظت از کودکان و جوانان با توصیه‌هایی تأکید می‌کند؛ چراکه معتقدند خودکشی نیز واگیردار است.

### نوجوانان در خطر
یکی از مشکلات در این خصوص دریافت خدمات مشاوره‌ای به هنگام نیاز است. «افسردگی در میان نوجوانان اگر نگوییم نخستین اما قطعاً از مهم‌ترین عوامل خودکشی به حساب می‌آید.». از جمله کاراهای مؤثر در خودکشی جوانان می‌توان به فشار تحصیلی، مصرف الکل، از دست دادن رابطه با افراد مورد علاقه، تغییر محله مداوم و عدم حمایت خانوادگی اشاره کرد. نوجوانان هم‌جنس‌خواه یا آنان که از جنسیتشان راضی نیستند در خطر خودکشی بیش‌تری به سر می‌برند؛ به‌ویژه اگر این نوجوانان مورد اذیت یا قلدری واقع شده باشند. در کانادا به تقریب ۳۰۰ جوان و نوجوان هر ساله جان خود را می‌گیرند. بومیان و نوجوانان هم‌جنس‌گرای این کشور در خطر بیش‌تری قرار دارند. کارزارهای بسیاری پدید آمده‌اند تا به جوانان کمک کنند با مشکلاتشان کنار بیایند و کم‌تر احساس دورافتادگی کنند. در زیر به چند نمونه اشاره می‌شود.
- پروژه «بهتر می‌شود»[۱۰]
- «این گونه متولد شده»[۱۱] عدم مهار تکانش‌وری یکی از تفاوت‌های خودکشی در میان جوانان و بزرگسالانی است که به گونه‌ای بیماری حاد دچارند. (اسلپ، ورترز، چادوری و سنتور، ۱۹۸۸). با این حال تکانش‌وری تنها کارای گوناگونی خودکشی بین جوانان و بزرگ‌سالان نیست. (پاتسیوکاس، کلام و لوسکام، ۱۹۷۹). با این حال تکانش‌وری عامل مهمی در تشخیص زیرگروه‌هاست.
- «من نیز مورد قلدری واقع شده‌ام»[۱۲]

### داغدیدگی در میان جوانان
مهم‌ترین کارا در یاری رساندن به جوانانی که خودکشی ناموفق داشته‌اند، کمک به آن‌ها در کنار آمدن با غصه‌هایشان و نتایج احتمالی خودکشی همچون افسردگی و اضطراب ویا افکار خودکشی است. از آنجا که ۴۲٪ خودکشی‌های صورت گرفته به سبب غم مربوط به خود عمل خودکشی ناموفق در گذشته یا واگیری خودکشی بوده‌است، به‌جاست که برای کاهش خودکشی در میان جوانان به این عامل مهم توجه ویژه شود. چنانچه جوانان از پشتیبانی مورد نیاز برخوردار شوند، احساس مرتبط بودن با دیگران کنند، و درک بشوند، می‌توان به کاهش خودکشی در میانشان امیدوار بود. همچنین شایان ذکر است که آزار و سوء استفاده جنسی هم از دیگر عوامل مهم خودکشی در میان جوانان هستند.

## مداخله

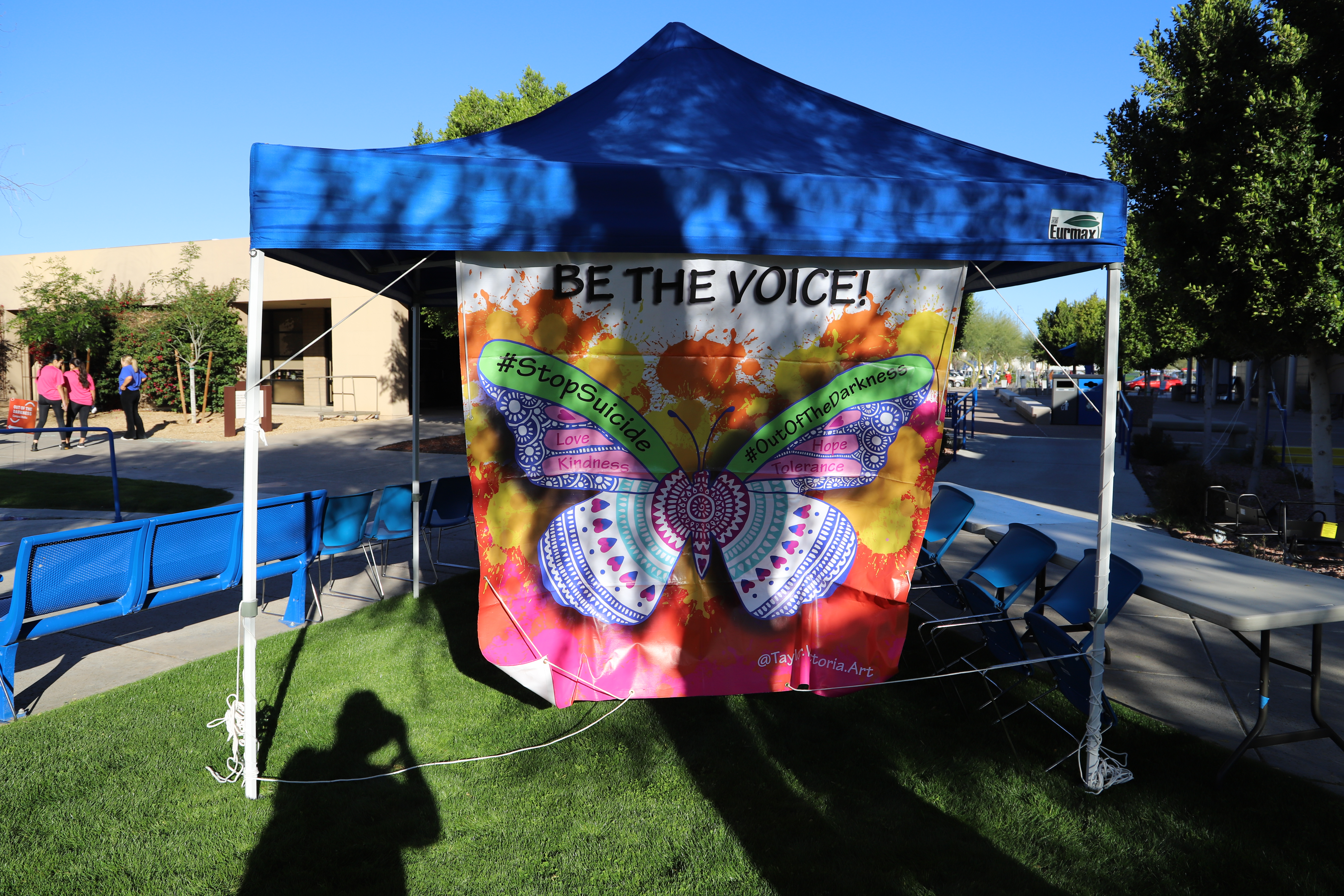
پوستری ضد خودکشی با شعار : از خودکشی دست بکشید و خود را از تاریکی خارج کنید!

سازمانی در استرالیا طبق پژوهشی متوجه شد جوانانی که احساس مرتبط بودن با دیگران دارند، و از آن‌ها حمایت دریافت می‌کنند و مورد توجه قرار می‌گیرند بسیار کم‌تر به خودکشی روی می‌آورند. پژوهش‌های گوناگون و گزارش‌های دیگری نیز این را تأیید می‌کنند. طبق گزارش مرکز پیشگیری از خودکشی پواِبلو، به دلایلی، کودکان و نوجوانان امروز تحت فشار بیش‌تری قرار دارند.

### توجه جامعه
جوامع بایستی به برخی نکات توجه ویژه‌ای داشته باشند. از آن جمله‌اند: واگیری خودکشی، بالا بردن درک موضوع خودکشی، رشد و خطر خودکشی و تأثیرات فرهنگی. همچنین برای پیشگیری خوب است به این نکات نیز توجه شود: بافت اجتماعی، پاسخ‌دهی بر مبنای موقعیت زندگی فرد، تشخیص و ارجاع‌دهی، ایجاد بسته‌های خدماتی و توجه به نیازهای جاری فرد.